# Pulses (álbum de Karmin)
Pulses —en español: Pulsos— es el primer álbum de estudio del dúo estadounidense Karmin, lanzado el 25 de marzo de 2014 por Epic Records.

## Lanzamiento y Promoción
En agosto de 2012, Karmin anunció que estaban grabando su primer álbum de estudio que sería lanzado en noviembre del mismo año. El álbum después se retrasó hasta el verano de 2013, pero aún no estaba terminado. A principios de julio sacaron la canción «Acapella», afirmando que el álbum seguiría en septiembre. En agosto de 2013, Dasani presentó el sencillo «Try Me On» en sus comerciales para Dasani Drops. El 18 de septiembre de 2013, durante un concierto en vivo en Stagelt, Karmin compartió que el álbum estaba terminado, pero estaban en pugna por su sello, Epic Records, y trataban de acordar un segundo sencillo y una fecha del lanzamiento completo.
En octubre, el álbum estaba disponible para pre-ordenar en la página de Walmart. Se esperaba que el álbum se lanzara el 31 de diciembre de 2013, pero luego fue negado por su mánager. El 8 de octubre de 2013, el dúo dijo a través de Twitter que estarían de vuelta en el estudio trabajando en el álbum, con algunas persona especulando que el álbum podría retrasarse nuevamente. El álbum se programó para ser lanzado el primer trimestre del 2014, con una nueva canción antes de finales del 2013. Después se confirmó que esta canción sería «I Want It All». Filmaron un video mudical para un sencillo desconocido el 2 de noviembre de 2013, del cual se dijo que sería la pista del título del álbum. Pulses también estaba disponible para pre-ordenar por iTunes el 25 de febrero de 2014. El 11 de marzo, Karmin anunció sus "9 días de Pulsos" que inició 9 días antes del lanzamiento de su esperado álbum Pulses. La promoción consiste en un juego que empareja tarjetas para desbloquear videos exclusivos. También preguntaban en Twitter con el "Hashtag" #9DaysOfPulses (9 días de Pulsos). El dúo eligiría un ganador cada día. Los 9 días de pulsos iniciaron el 17 de marzo y terminó el 25 con el lanzamiento de Pulses.

### Sencillos
Karmin lanzó «Acapella» como primer sencillo de Pulses. Se estrenó en radio en junio de 2013. Entró al Billboard Hot 100 en el número 72, número 9 en Nueva Zelanda y número 4 en Australia, haciéndolo su posición más alta en este último país.
«I Want It All» fue elegido como segundo sencillo después en 2013, y fue lanzado el 28 de enero de 2014. El video fue estrenado el 21 de febrero de 2014, en Vevo.
Durante una presentación en Minneápolis en febrero de 2014, Heidemann afirmó que «Hate To Love You» sería lanzado como tercer sencillo del álbum, sin embargo, la canción «Pulses» fue lanzada en marzo de 2014 en su lugar. El video de «Pulses» fue filmado en noviembre de 2013 y lanzado el 18 de marzo de 2014 y acompañado de la narración de George Takei.

## Lista de canciones
| N.º | Título                | Escritor(es)                                                                               | Productor(es)         | Duración |  |
| 1.  | «Geronimo Intro»      | Amy Heidemann Nick Noonan Claude Kelly James G. Morales Matt Morales Julio David Rodriguez | The Elev3n            | 0:36     |  |
| 2.  | «Pulses»              | Heidemann Noonan John Webb Jr.                                                             | Jon Jon               | 3:24     |  |
| 3.  | «A cappella»          | Heidemann Noonan Sam Hollander Martin Johnson                                              | Johnson               | 3:18     |  |
| 4.  | «I Want It All»       | Ester Dean Ryan Williamson Heidemann Noonan                                                | Ryan Williamson       | 3:47     |  |
| 5.  | «Night Like This»     | Heidemann Kyle Shearer Noonan Kelly Emily Wright                                           | Robert Marvin Shearer | 3:01     |  |
| 6.  | «Neon Love»           | Heidemann Noonan Johnson                                                                   |                       | 4:26     |  |
| 7.  | «Drifter»             | Heidemann Noonan Webb Jr. Anders Froen                                                     | Jon Jon               | 3:14     |  |
| 8.  | «Tidal Wave»          | Heidemann Noonan Andrew Hershey Laura Pergolizzi                                           | Dre Skull             | 3:48     |  |
| 9.  | «Gasoline»            | Emily Warren Shearer Heidemann Noonan                                                      | Marvin Shearer        | 3:38     |  |
| 10. | «Puppet»              | Heidemann Noonan Nathaniel Motte, Sean Foreman                                             |                       | 3:13     |  |
| 11. | «Hate to Love You»    | Heidemann Noonan Morales Morales Rodriguez                                                 | The Elev3n            | 3:35     |  |
| 12. | «Try Me On»           | Heidemann Noonan Nasri Atweh Adam Messinger Nolan Lambroza                                 | The Messengers        | 3:16     |  |
| 13. | «What's In It for Me» | Heidemann Noonan Morales Morales Rodriguez                                                 | The Elev3n            | 3:32     |  |

## Historial de lanzamiento
| Región | Fecha               | Formato(s)          | Sello |
| ------ | ------------------- | ------------------- | ----- |
| Canadá | 25 de marzo de 2014 | CD Descarga Digital | Epic  |
| USA    | 25 de marzo de 2014 | CD Descarga Digital | Epic  |